# Автономне диференціальне рівняння
Автономне диференціальне рівняння (англ. autonomous differential equation) — система звичайних диференціальних рівнянь, яка не залежить явно від незалежної змінної. Коли ця змінна є часом, таке рівняння також відоме як часоінваріантна система.
Багато законів фізики, де зазвичай незалежна змінна є час, виражені як автономні системи, бо припускають, що закони природи, які діють нині тотожні тим, що діяли в минулому чи діятимуть у майбутньому.
Автономні системи близько стосуються динамічних систем. Будь-яку автономну систему можна перетворити в динамічну і, використовуючи дуже слабкі припущення, динамічну систему можна перетворити в автономну.

## Визначення
Автономна система — система звичайних диференціальних рівнянь у вигляді
{\displaystyle {\frac {d}{dt}}x(t)=f(x(t))}
де x приймає значення в n-вимірному Евклідовому просторі і t зазвичай є часом.  
Така система відрізняється від системи типу
{\displaystyle {\frac {d}{dt}}x(t)=g(x(t),t)}
в яких закон, що керує швидкістю руху частинок залежить не тільки від положення частинок, але й від часу; такі системи не є автономними.
Важливою властивістю автономних систем є те, що векторне поле не змінюється з часом, тобто, якщо ми стартуємо в тій самій точці секундою пізніше, ми слідуємо тій самій траєкторії як і раніше лиш із затримкою на одну секунду.

## Методи розв'язання
Для розв'язання одновимірних автономних диференціальних рівнянь застосовуються такі підходи. Будь-яке одновимірне рівняння порядку {\displaystyle n} тотожне до {\displaystyle n}-вимірної системи рівнянь першого порядку, але не обов'язково навпаки.

### Перший порядок
В автономному рівнянні першого порядку
{\displaystyle {\frac {dx}{dt}}=f(x)}
змінні можна розділити, отже його можна швидко розв'язати через переведення в інтегральну форму
{\displaystyle t+C=\int {\frac {dx}{f(x)}}}

### Другий порядок
Автономне рівняння другого порядку
{\displaystyle {\frac {d^{2}x}{dt^{2}}}=f(x,x')}
складніше, але його можна розв'язати через введення нової змінної
{\displaystyle v={\frac {dx}{dt}}}
і вираження другої похідної {\displaystyle x} (через ланцюгове правило) як
{\displaystyle {\frac {d^{2}x}{dt^{2}}}={\frac {dv}{dt}}={\frac {dx}{dt}}{\frac {dv}{dx}}=v{\frac {dv}{dx}}}
отже початкове рівняння переходить у 
{\displaystyle v{\frac {dv}{dx}}=f(x,v)}
яка є рівнянням першого порядку, яка не містить незалежної змінної {\displaystyle t} і, якщо розв'язати ми отримуємо {\displaystyle v} як функцію від {\displaystyle x}. Тоді, використавши визначення {\displaystyle v}:
{\displaystyle {\frac {dx}{dt}}=v(x)\quad \Rightarrow \quad t+C=\int {\frac {dx}{v(x)}}}
що є неявним розв'язком.